# Wtrętowe zapalenie mięśni
Wtrętowe zapalenie mięśni (ang. (sporadic) Inclusion Body Myositis, w skrócie: (s)IBM) – wolno postępujące, 
zwyrodnieniowe zapalenie mięśni szkieletowych. Występuje zwykle po 50. roku życia i charakteryzuje się 
osłabieniem określonych grup mięśni oraz typowymi zmianami w obrazie histopatologicznym. Etiologia jest nieznana i nie ma skutecznego leczenia.

## Epidemiologia
Częstość występowania wykazuje znaczną zmienność, która zależy od regionu 
geograficznego, populacji i wieku.
W ogólnej populacji częstość występowania wynosi 1:1 000 000 do 1: 14 000.
W wieku powyżej 50 lat, obserwuje się 3-krotny wzrost zapadalności. 
Przypuszalnie różnice mogą zależeć od niedorozpoznawania choroby. 
Mężczyźni chorują częściej niż kobiety, w stosunku 2:1, średnio (0,5 do 6,5:1). 

## Obraz kliniczny
Wtrętowe zapalenie mięśni występuje zwykle po 50 roku życia, ale może pojawić się wcześniej, w 5. dekadzie życia. 
Zaczyna się od objawów osłabienia, a nawet zaniku mięśni czworogłowych lub zginaczy palców, utrudniające  
podnoszenie się z pozycji siedzącej, chodzenie po schodach, posługiwanie się rękoma. Może również dochodzić do upadków. 
W miarę postępu choroby, uszkodzenie mięśni obejmuje inne grupy mięśni, takie jak: zginacze łokci, bioder, kolan lub szyi oraz grzbietowe zginacze stawów skokowych, co powoduje opadanie stopy. 
Dochodzi również do łagodnego osłabienia mięśni twarzy, ale oprócz mięśni gałki ocznej. 
Zaburzenia połykania (dysfagia) mogą wystąpić u ok. 3/4 pacjentów w zaawansowanym stadium choroby i mogą mieć ciężki przebieg. 

## Etiologia
Wtrętowe zapalenie mięśni występuje sporadycznie, ale zaobserwowano też bardzo rzadkie przypadki rodzinne 
(rodzinna postać IBM).
Dokładna etiologia nie jest znana. Przypuszcza się, że czynniki środowiskowe i genetyczne odgrywają rolę w ujawnieniu się choroby. Badania genetyczne wykazały, że genotypy HLA-DR3 i 8-1 MHC korelują ze zwiększoną podatnością na zachorowanie na wtrętowe zapalenie mięśni.  Pozostaje nadal niewyjaśnione czy ta choroba jest pierwotnym zaburzeniem o podłożu immunologicznym i zapalnym, 
prowadzącym do zwyrodnienia mięśni, czy zaburzeniem zwyrodnieniowym prowadzącym do 
zapalenia mięśni.
Rozważa się czy autoprzeciwciało anty-IBM-43, wykrywane u ok. 50% pacjentów, skierowane przeciw białku mięśni, 5’-nukleotydazie cytozolowej 1A, ma znaczenie patogenetyczne.  

## Rozpoznanie
- osłabienia zginaczy palców w badanie fizykalnym
- wiek, płeć, czas trwania objawów
- biopsja mięśni
- badanie stężenia kinazy kreatynowej w surowicy
- elektromiografia (EMG)
- jądrowy rezonans magnetyczny (NMR, MRI)

## Rozpoznanie różnicowe
Rozpoznanie różnicowe obejmuje: 
- zapalenie wielomięśniowe
- zapalenie skórno-mięśniowe

a we wczesnej fazie choroby: 
- zapalenia stawów
- choroby neuronu ruchowego

## Leczenie
Wyleczenie wtrętowego zapalenia mięśni nie jest możliwe. Leczenie przeciwzapalne lub immunomodulujące zwykle nie przynosi poprawy. Wskazana jest rehabilitacja i stosowanie sprzętu ułatwiającego chodzenie (np. ortez).

## Rokowanie
Choroba prowadzi do inwalidztwa. Po 5 latach trwania, większość pacjentów wymaga sprzętu ułatwiającego chodzenie, 
a po 10 latach - wózka inwalidzkiego. Wtrętowe zapalenie mięśni nie ma wpływu na średnią długość życia porównując z resztą populacji.